# Magda Julin
Magda Julin-Mauroy, född Mauroy 24 juli 1894 i Vichy, Frankrike död 21 december 1990 i Stockholm, Sverige var en svensk konståkare. Hon lärde sig åka skridskor i Vichy, där fadern ledde ett sportinstitut. 1908 kom hon till Stockholms allmänna skridskoklubb.
Magda Julin vann olympiskt guld i damernas individuella tävling vid olympiska spelen 1920 i Antwerpen i Belgien. Hon var då gravid i fjärde månaden.
Hon arbetade som revisor, och var gift med 15 år äldre sjökapten F. E. Julin. Ännu 1985 sågs Magda Julin, 90 år gammal, åka skridskor i Kungsträdgården. Hon framträdde offentligt på skridskor sista gången vid 96 års ålder, samma år som hon avled. Magda Julins grav återfinns på Adolf Fredriks kyrkogård.

## Meriter
- Vinst i finsk-norsk-svenska pokalmatchen i Helsingfors 1914
- Vinst i Nordiska spelen 1917
- Nordiskt mästerskapsguld 1919, 1921
- Svenskt mästerskapsguld 1911, 1916, 1918
- Olympiskt guld 1920 i Antwerpen
- Tvåa vid internationella tävlingar i Stockholm 1912, Helsingfors 1914 och Kristiania (Oslo) 1916
- Svenskt mästerskapssilver 1912, 1913, 1915 och 1917